# 동대문구 갑 (1948년 선거구)
동대문구 갑은 대한민국의 옛 국회의원 선거구였다. 대한민국 제헌 국회 당시 존재했다. 당시 서울특별시 동대문구의 일부 지역을 관할했다.

## 역사
제헌 국회의원 선거를 앞두고 신설되었다.
제2대 국회의원 선거를 앞두고 동대문구 갑, 을 선거구가 동대문구 선거구로 합쳐지면서 폐지되었다. 이 때 돈암동, 성북동은 1949년에 성북구로 편입되면서 성북구 선거구로 넘어갔다.

## 역대 국회의원
| 선거   | 정당 | 정당               | 의원   |
| ------ | ---- | ------------------ | ------ |
| 1948년 |      | 대한독립촉성국민회 | 이승만 |
| 1948년 |      | 한국민주당         | 홍성하 |

## 역대 선거 결과

### 대한민국 제헌 국회의원 선거
| 대한민국 제헌 국회의원 선거서울특별자유시 동대문구 갑 |        |                    |        |        |      |      |  |
|                                                       |        |                    |        |        |      |      |  |
| 후보                                                  | 후보   | 정당               | 득표   | 득표율 | 당락 | 비고 |  |
|                                                       | 이승만 | 대한독립촉성국민회 | 무투표 | 무투표 | 당선 |      |  |
|                                                       | 최능진 | 무소속             | -      | -      | -    | 사퇴 |  |
| 합계                                                  | 합계   | 합계               | 0표    |        |      |      |  |

### 1948년 대한민국 재보궐선거
- 이승만 의원의 대한민국 대통령 당선으로 치러진 1948년 대한민국 재보궐선거에서 한국민주당의 홍성하 후보가 당선되었다.